# Ga Sinnae
Ga Sinnae (Tiếng Hàn: 신내역, Hanja: 新內驛) là ga trung chuyển cho Tàu điện ngầm Seoul tuyến số 6 và Tuyến Gyeongchun ở Sinnae-dong, Jungnang-gu, Seoul. Trên tàu điện ngầm Seoul tuyến 6, ga này là ga duy nhất trên mặt đất và có một chuyến tàu hoạt động vào ban đêm.

## Lịch sử
- Tháng 2 năm 2010: Bắt đầu xây dựng ga Sinnae trên Tuyến Gyeongchun
- 21 tháng 12 năm 2010: Đường ray đựoc hoàn thành
- 30 tháng 10 năm 2012: Tên ga được xác nhận[1]
- 10 tháng 4 năm 2013: Ngày mở cửa được ấn định là 14/09/2013[2]
- 28 tháng 12 năm 2013: Bắt đầu hoạt động với việc khai trương Ga Sinnae trên Tuyến Gyeongchun
- 7 tháng 3 năm 2015: Ga Sinnae trên Tuyến Gyeongchun lối ra 2 và 3 mở cửa
- 20 tháng 2 năm 2019: Bắt đầu xây dựng tại Ga Sinnae trên Tàu điện ngầm Seoul tuyến 6
- 21 tháng 12 năm 2019: Ga Sinnae trên Tàu điện ngầm Seoul tuyến 6 trở thành ga trung chuyển với việc khai trương đoạn Bonghwasan ~ Sinnae [3]

## Bố trí ga

### Tuyến số 6 (1F)
| Bonghwasan ↑     |
|                  |
| Bắt đầu·Kết thúc |

| ● Tuyến 6 | ← Hướng đi Dongmyo · Samgakji · Eungam |

### Tuyến Gyeongchun (3F)
| ↑ Mangu  |
| \| １    |
| Galmae ↓ |

| １ | ● Tuyến Gyeongchun | → Hướng đi Pyeongnae Hopyeong · Gapyeong · Chuncheon → |
| ２ | ● Tuyến Gyeongchun | ← Hướng đi Sangbong · Cheongnyangni                    |

## Xung quanh nhà ga
| Lối ra \| 나가는 곳 \| Exit \| 出口 | Lối ra \| 나가는 곳 \| Exit \| 出口                             |
| ----------------------------------- | --------------------------------------------------------------- |
| 1                                   | Trung tâm Y tế Seoul Sinnae Desian APT                          |
| 2                                   | Nhà để xe công cộng Jungnang                                    |
| 3                                   | Đồn cảnh sát Jungnang Sinnae Desian Forea APT Sinnaewoodian APT |
| 4                                   | Depot Sinnae của Tổng công ty Vận tải Seoul Trường IYF Lincoln  |

## Hình ảnh

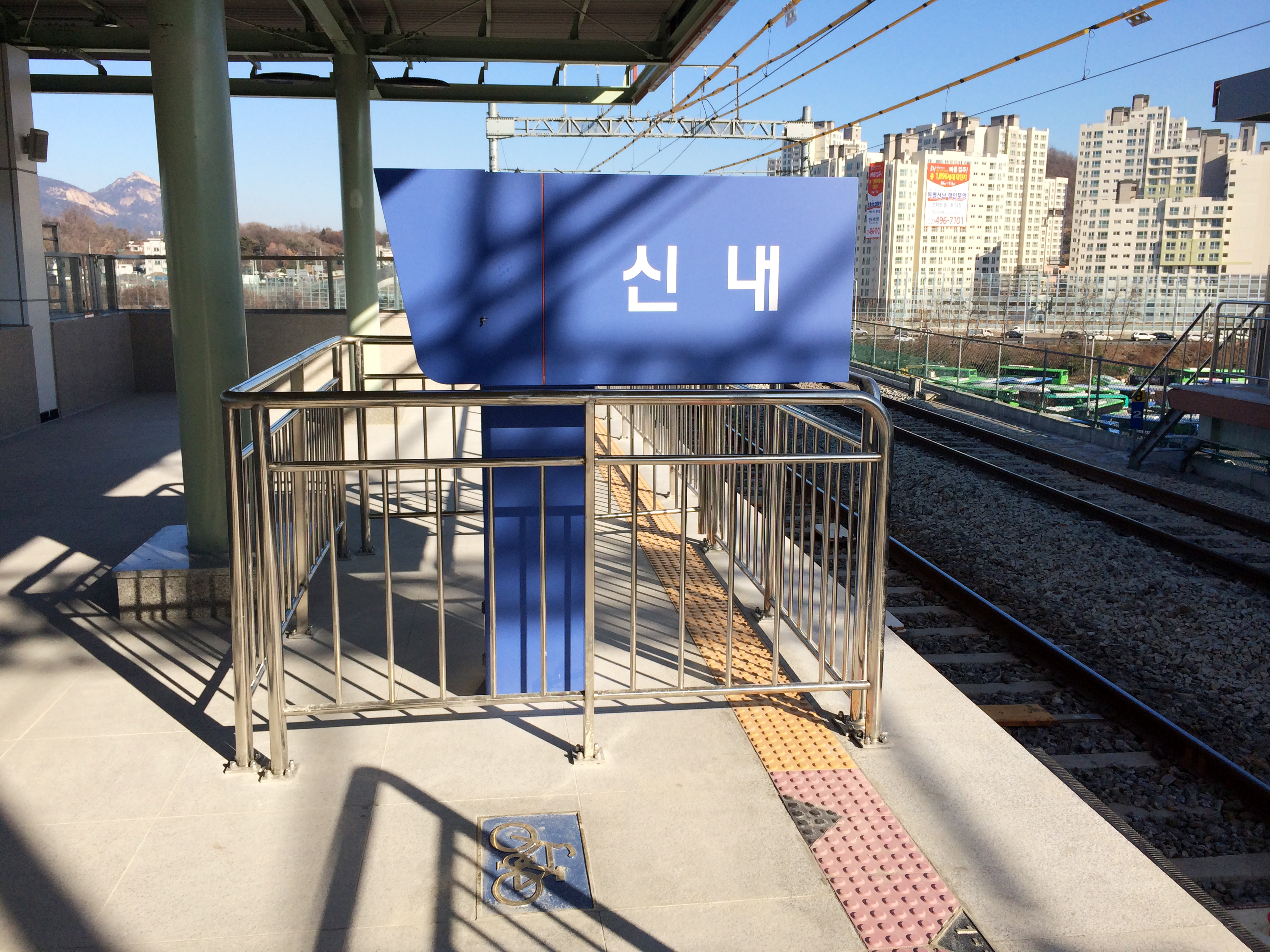
Biển hiệu nhà ga ở cuối sân ga Tuyến Gyeongchun
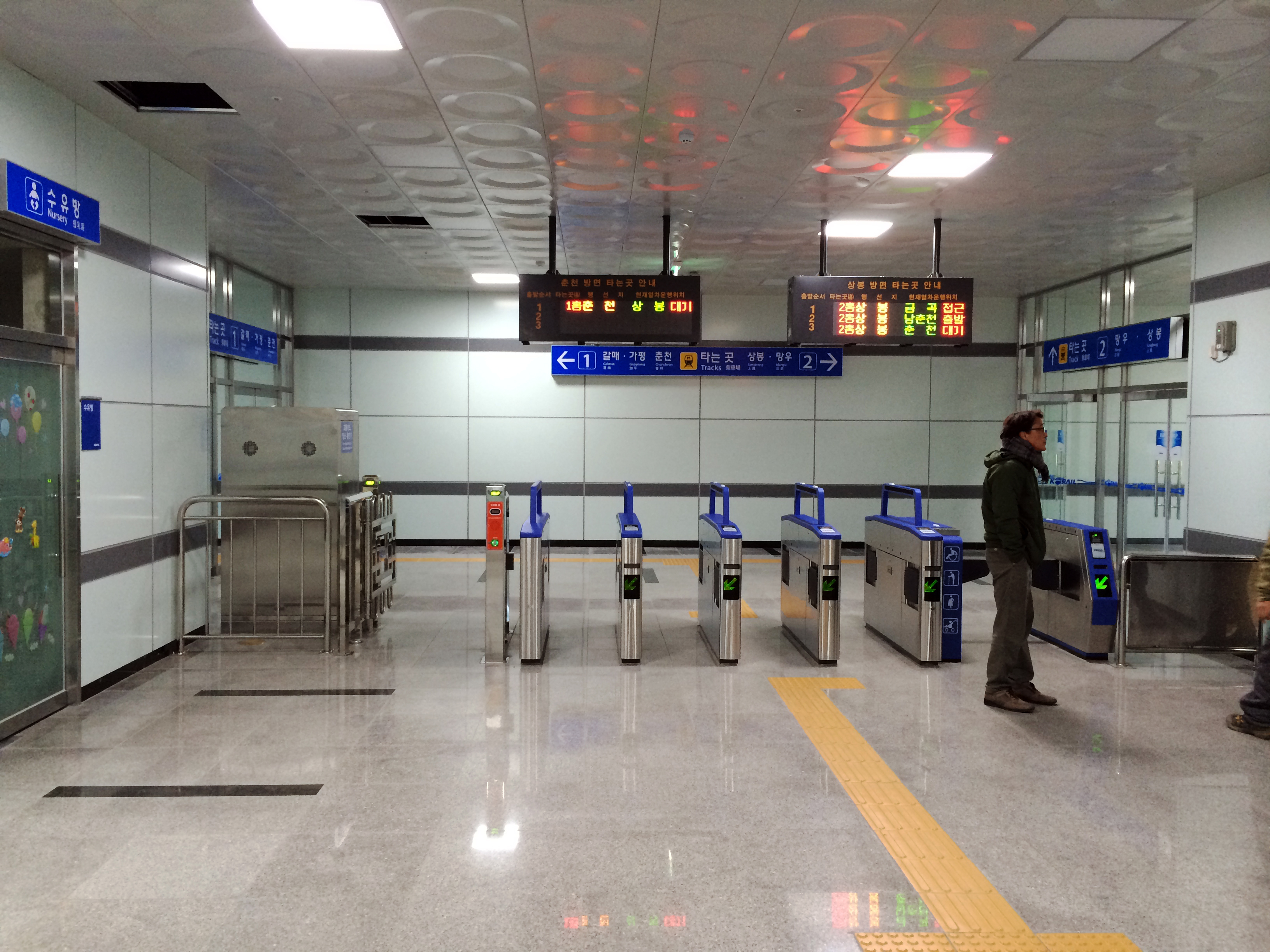
Cửa soát vé
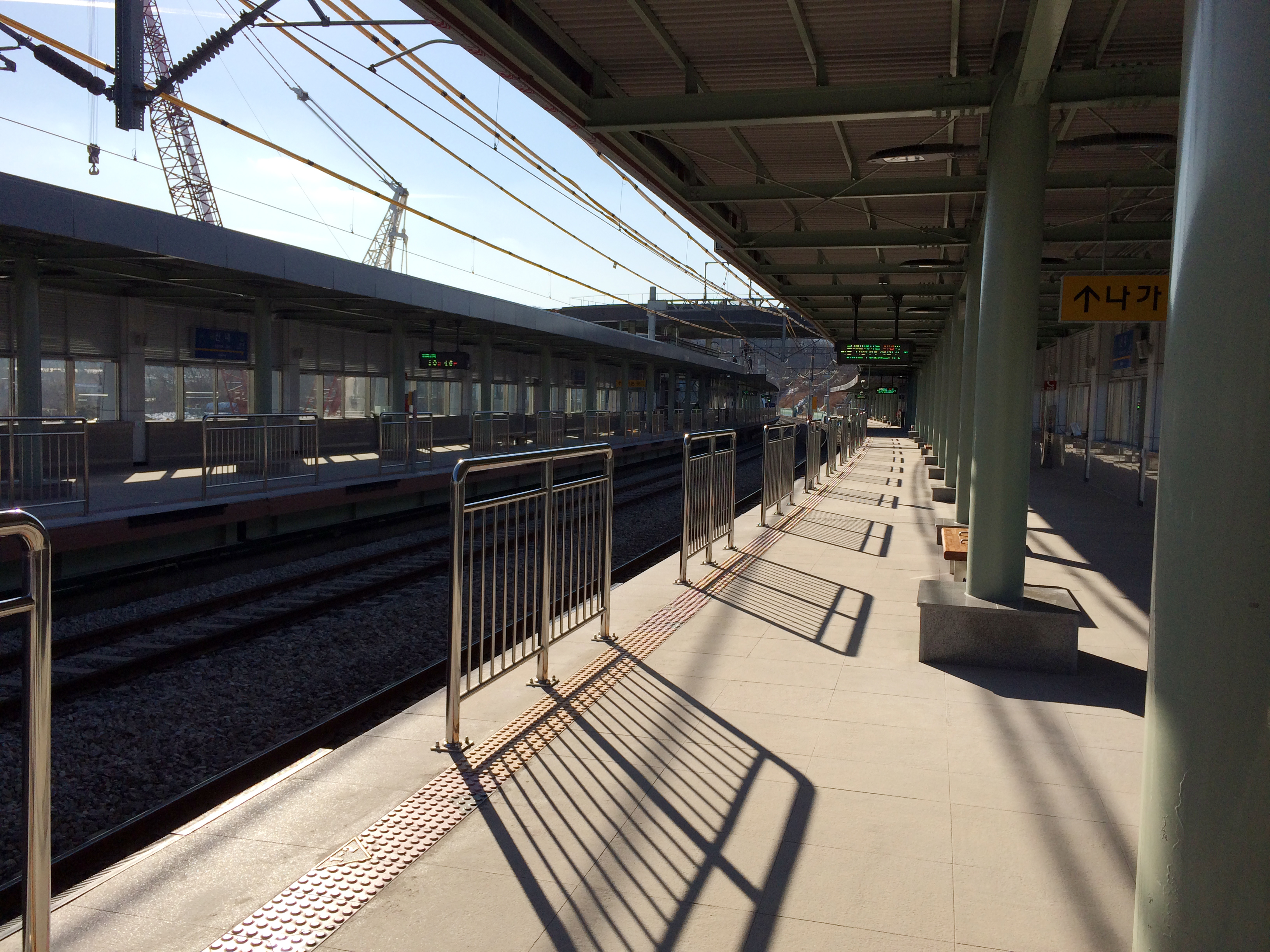
Sân ga Tuyến Gyeongchun (Trước khi lắp đặt cửa chắn)
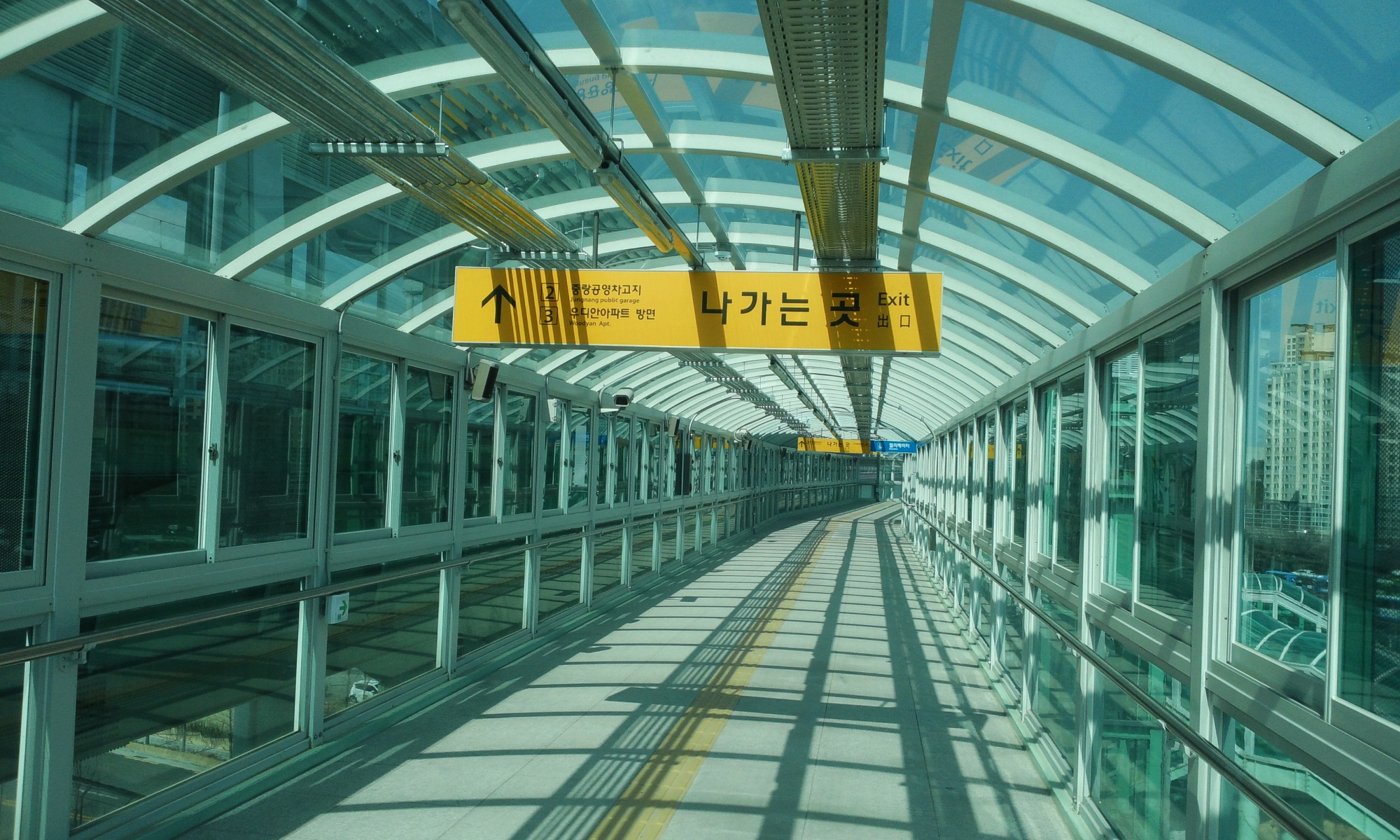
Lối đi nối Nhà để xe công cộng Jungnang
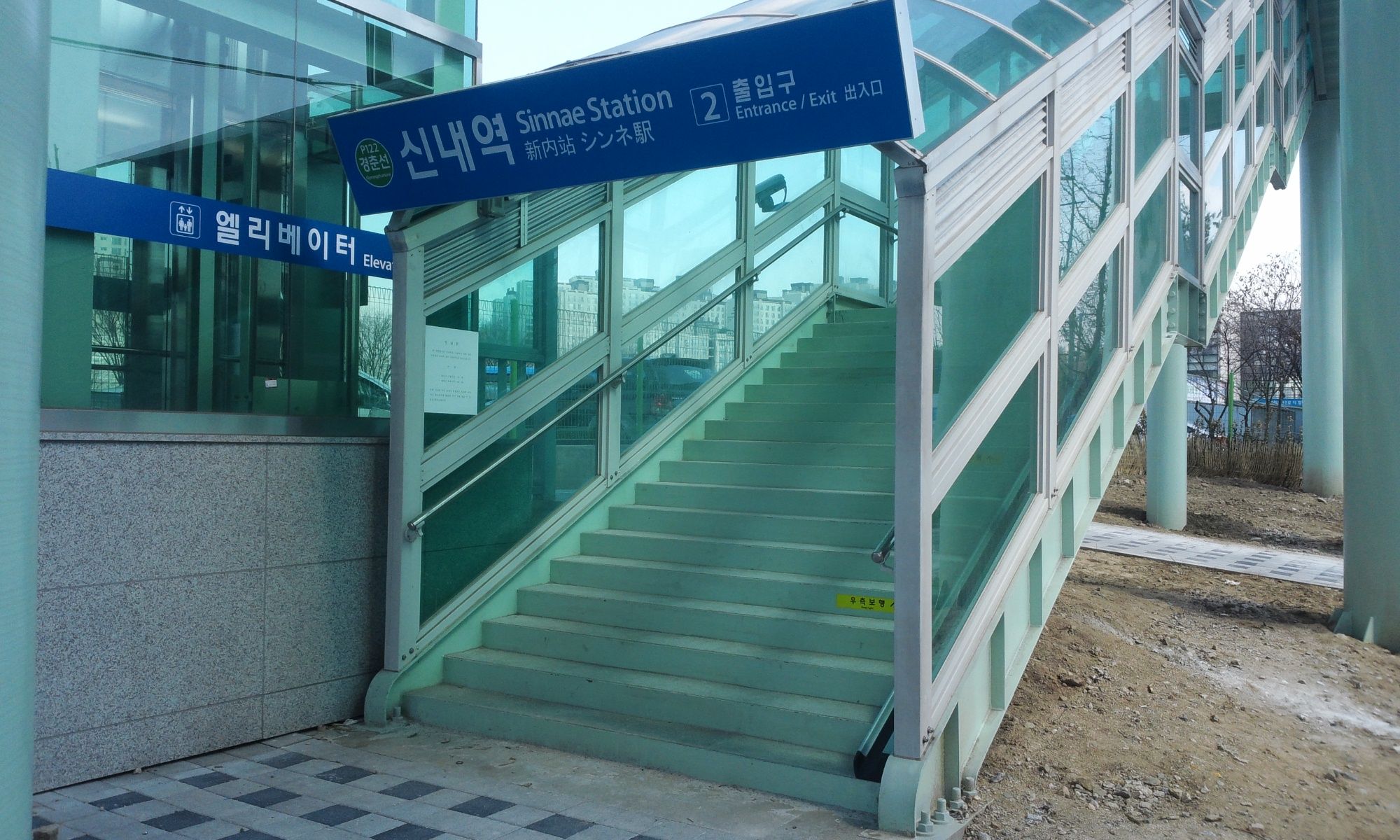
Lối vào 2
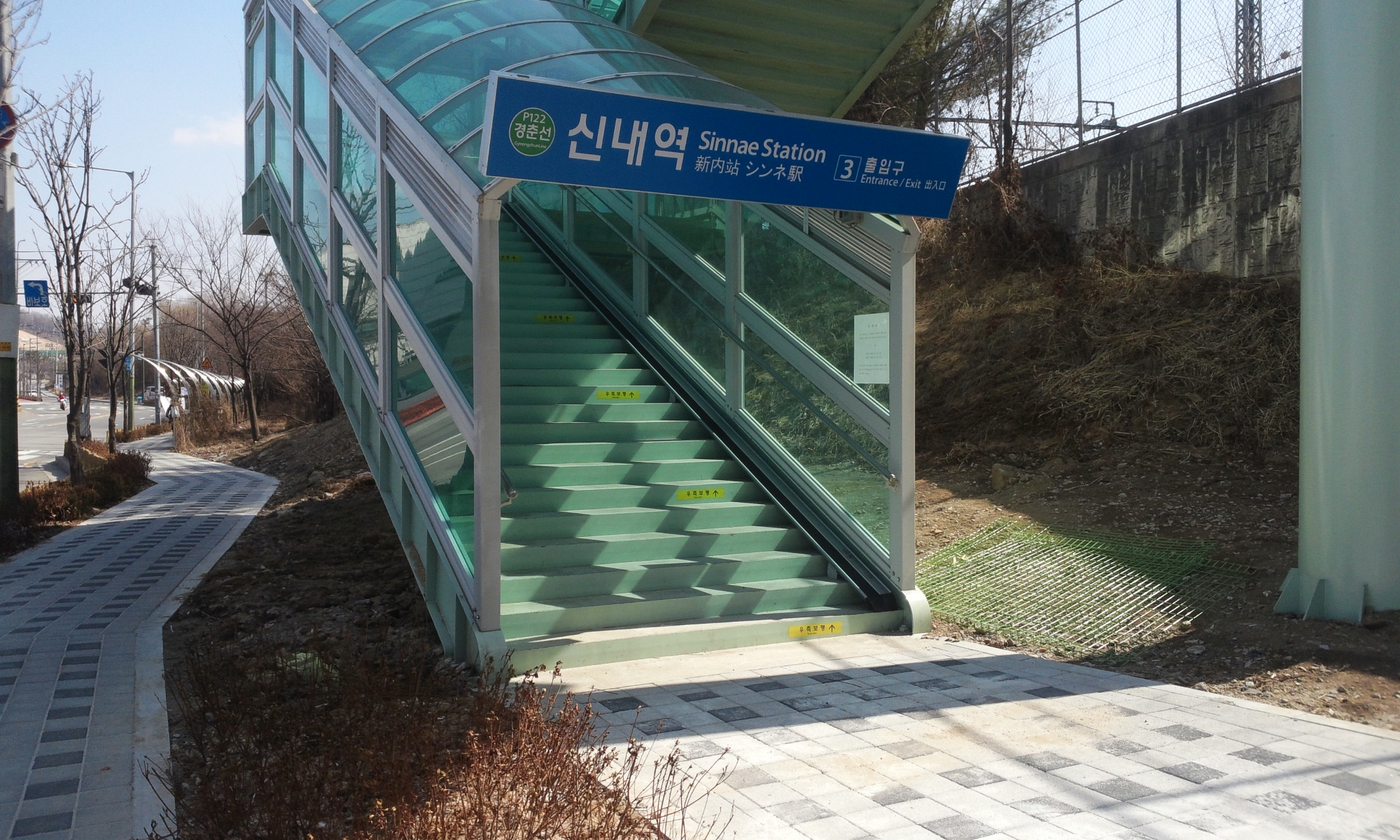
Lối vào 3